# Vlag van Anzegem
De vlag van Anzegem werd door de gemeenteraad op 20 februari 1984 officieel vastgesteld als de gemeentelijke vlag van de West-Vlaamse gemeente Anzegem. Op 5 november 1984 werd hij door het Bestuur van Vlaanderen bevestigd en uiteindelijk gepubliceerd op 8 juli 1986 en opnieuw op 17 oktober 1986 in het officiële Belgisch Staatsblad.
Officieel wordt de vlag beschreven als:
Drie even lange banen van geel, van zwart en van wit, met op het zwart een geel schild met een rode keper, beladen met drie witte ringen.
De kleuren van de vlag zijn afkomstig op het gemeentewapen van de voormalige gemeente Vichte en van het wapen van de voormalige gemeente Ingooigem. Het schild vertegenwoordigt het oude wapen van Anzegem. Kaster en Tiegem zijn niet vertegenwoordigd omdat zij voor de gemeentehervorming geen wapens hadden.

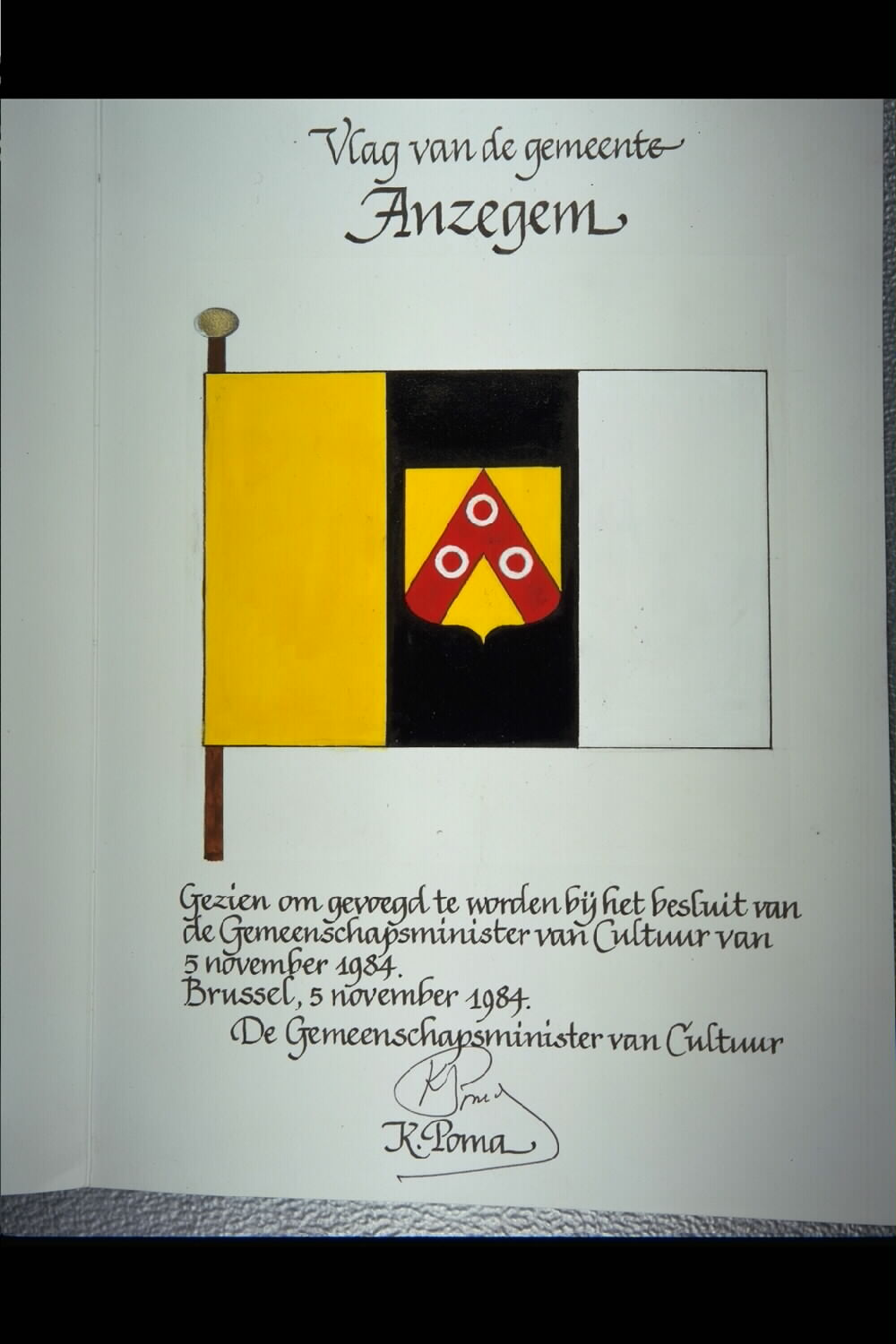
Ontwerp vlag getekend door Karel Poma
Wapen van Ingooigem
Wapen van Vichte